# Bombay Army
Il Bombay Army (in italiano: Esercito di Bombay) era l'esercito della cosiddetta Presidenza di Bombay, una delle tre entità amministrative ("Presidenze", in inglese: Presidencies) in cui era suddiviso nel XIX secolo il territorio dell'India britannica.
Nella prima fase della dominazione britannica i tre eserciti delle Presidenze, il Bengal Army, il Bombay Army ed il Madras Army, appartenevano ufficialmente, come le stesse Presidenze amministrative, alla Compagnia britannica delle Indie orientali, fino al Government of India Act 1858 che stabilì, in seguito ai drammatici eventi della Ribellione indiana del 1857, lo scioglimento della Compagnia delle Indie e il trasferimento delle tre Presidenze e dei tre rispettivi eserciti, direttamente sotto l'autorità dell'Impero britannico.
Nel 1895 i tre eserciti, compreso il Bombay Army, furono aggregati insieme per formare il British Indian Army.

## Storia

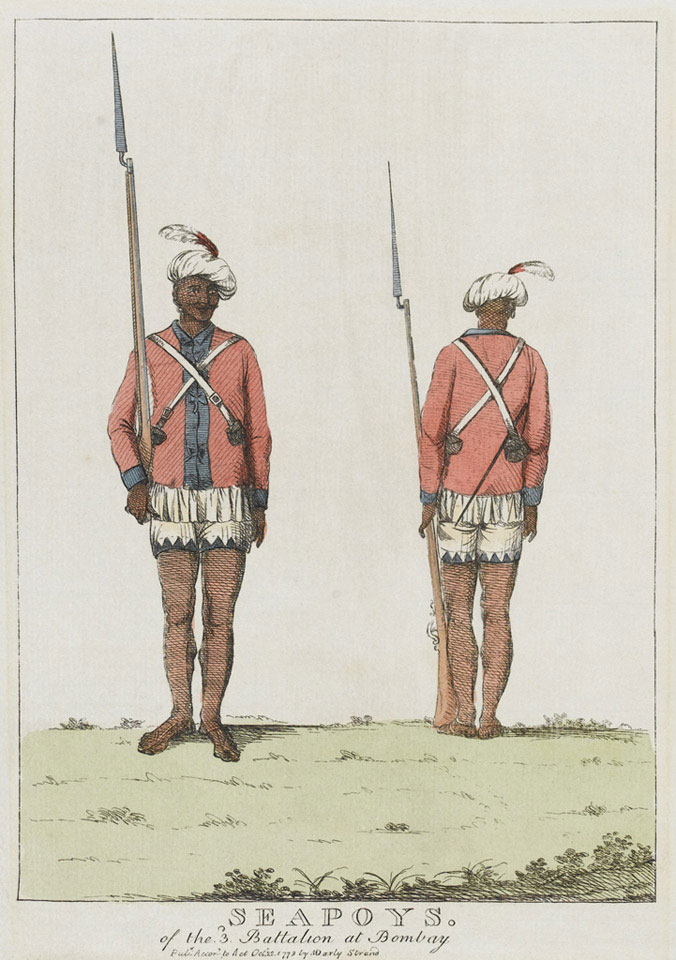
I sepoy del 3º battaglione di fanteria nativa di Bombay, 1773

Nelle prime fasi del governo britannico, Bombay era un luogo inospitale privo di risorse e venne pertanto installata in loco solo una piccola guarnigione, mentre particolare enfasi venne messa nella creazione di una marina locale (la "Bombay Marine") per controllare la pirateria nelle acque indiane. Nel 1742 il Bombay Army era composto da otto compagnie di truppe europee ed eurasiatiche per un totale di 1593 uomini di ogni rango. Queste si erano evolute dalle compagnie indipendenti risalenti al 1668.
I Mahar prestarono servizio sia nel Bombay Army che nei battaglioni della marina locale. Prima della rivolta indiana del 1857 gli uomini del Bombay Army erano reclutati localmente sino a 1/5 - 1/4 dell'interno Bombay Army.
Al 1783 il Bombay Army aveva raggiunto i 15.000 uomini, ma era comunque il più piccolo dei tre eserciti delle presidenze britanniche in India. I primi due battaglioni di sepoy regolari vennero reclutati nel 1768, un terzo nel 1760 e un quarto dieci anni dopo. Gli elementi non indiani (in gran parte inglesi, ma anche con elementi mercenari svizzeri e tedeschi) vennero riorganizzati nell'unico Bombay European Regiment.
Nel 1796 la Bombay Native Infantry venne riorganizzata in quattro reggimenti, ciascuno composto da due battaglioni. Il Bombay Foot Artillery, che risaliva a cinquant'anni prima, venne portato a sei compagnie nel 1797.
Il Bombay Army venne pesantemente coinvolto nella prima guerra anglo-maratha e nella sconfitta di Tipu Sultan di Mysore nel 1799.

### Il XIX secolo

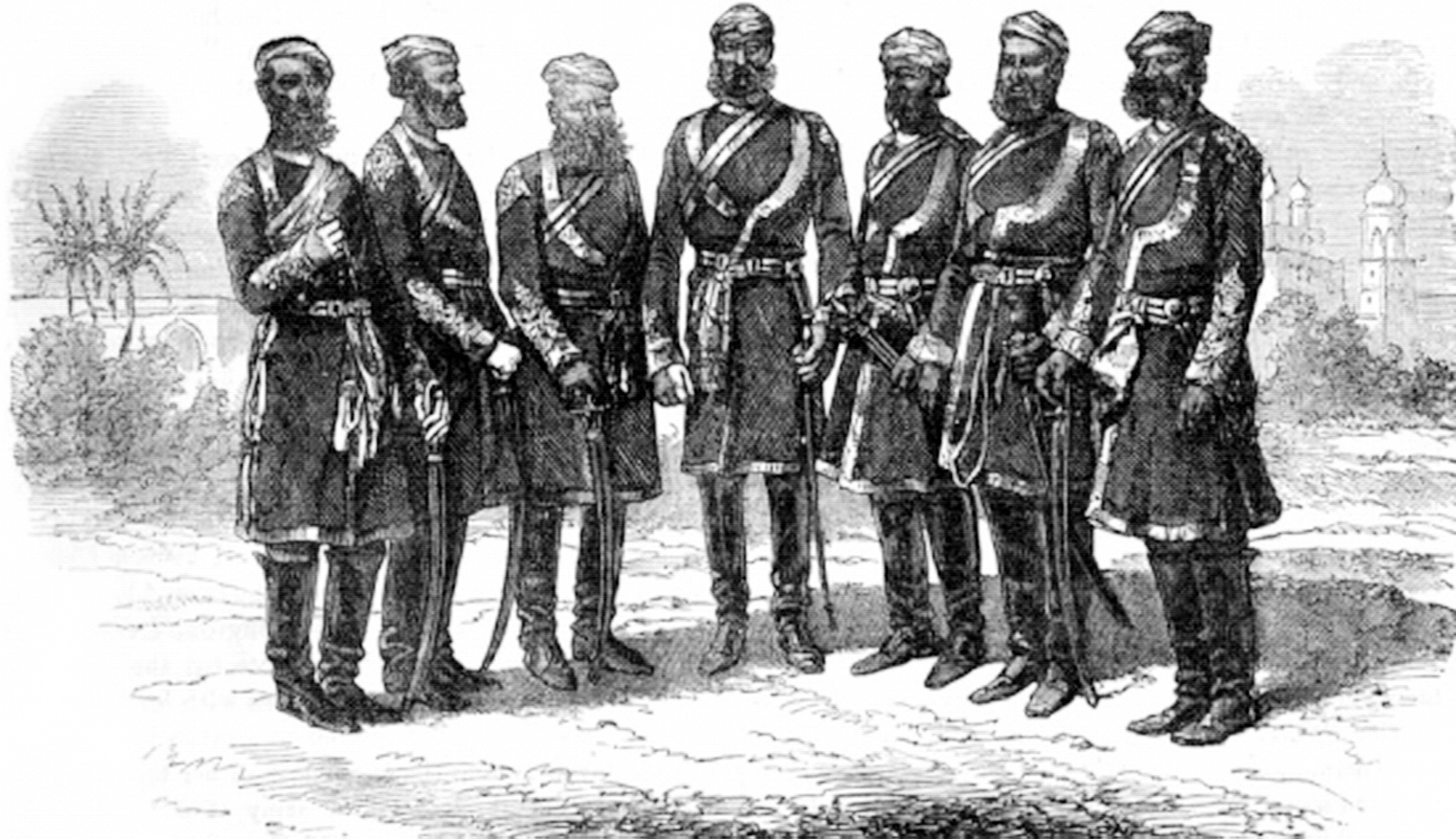
Ufficiali nativi del Bombay Army in uniforme, 1818

Prima della cessazione del governo della Compagnia britannica delle Indie orientali sull'India nel 1861, il Bombay Army ebbe un ruolo importante nelle campagne contro Bani Bu Ali nel 1821, nell'India nordoccidentale, nella prima guerra anglo-afghana del 1838-1842, nella guerra anglo-sind del 1843, nella seconda guerra anglo-sikh del 1848-49 e nella guerra anglo-persiana del 1856-57. Al Bombay Army spettava la responsabilità di tenere la sicurezza di Aden tramite il 1st Bombay European Regiment, il Bombay Marine Battalion ed il 24th Bombay Native Infantry dal 1839.
Al 1º gennaio 1842 i compiti assegnati al Bombay Army furono i seguenti:
- Guarnigione di Bombay
- Divisione di Poona - quartier generale a Poona
- Divisione nord - quartier generale ad Ahmedabad
- Brigata di Mhow
- Le Scinde Field Force
- Forze nel Basso Scinde
- Forze al forte di Asirgarh
- Forze in e attorno all'isola di Kharg, nel golfo Persico
- Forze di Aden

Il Bombay Army continuò a reclutare stabilmente e nel 1845 raggiunse 26 reggimenti. Tre reggimenti di cavalleria leggera vennero istituiti nel 1817, oltre a diversi cavalieri irregolari. Una brigata della Bombay Horse Artillery comprendente soldati inglesi ed indiani, venne istituita nel 1845, oltre a tre battaglioni di artiglieria a piedi.
La Rivolta indiana del 1857 riguardò quasi esclusivamente il Bengal Army. Dei trentadue reggimenti del Bombay Army, solo due si ammutinarono. Alcune unità del Bombay Army rimasero attive poi nella repressione delle rivolte nell'India centrale.

### Dopo la rivolta
Dopo il trasferimento dei poteri dalla Compagnia britannica delle Indie orientali all'Impero britannico nel 1861, il Bombay Army subì alcuni cambiamenti: fra questi ci fu lo scioglimento di tre reggimenti composti da nativi, rimpiazzati con altri composti da Beluci.
Dal 1864 il Bombay Army venne riorganizzato come segue:
- La Northern Division
- La Poona Division
- La Mhow Division
- La Scinde Division

Con proprie brigate a Bombay, Belgaum, Neemuch, Poona, Ahmednuggur, Nusseerabad e Deesa e con la guarnigione di Aden, il Bombay Army prese parte poi alla spedizione in Abissinia del 1868, alla seconda guerra anglo-afghana del 1878-1880 ed alla terza guerra anglo-burmense del 1885-1887.
Nel 1895 i tre eserciti delle tre presidenze indiane vennero aboliti per costituire l'esercito indiano che venne diviso in quattro comandi, ciascuno con un proprio tenente generale. Il comando del Bengala e di Bombay (inclusa Aden) vennero uniti.
Nel 1903 i reggimenti di Bombay, Madras e Bengala vennero riuniti in un'unica organizzazione centrale.

## Composizione

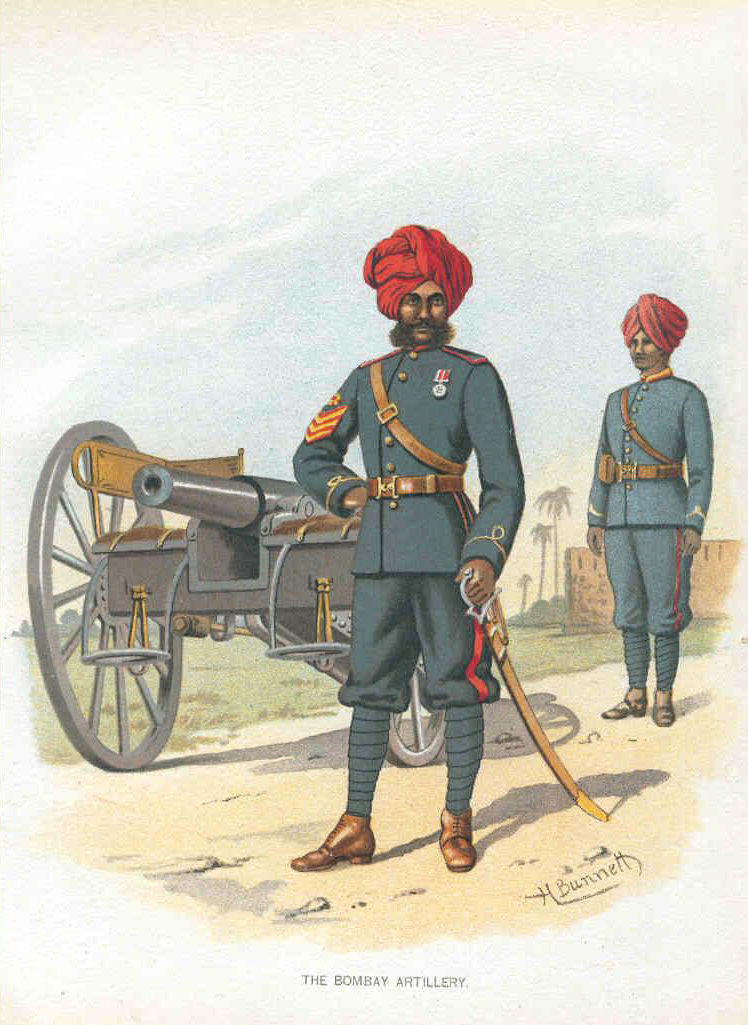
Un cannoniere havildar del Bombay Army

Nel 1864 il Bombay Army era composto come segue (sono indicati i luoghi dell'epoca):

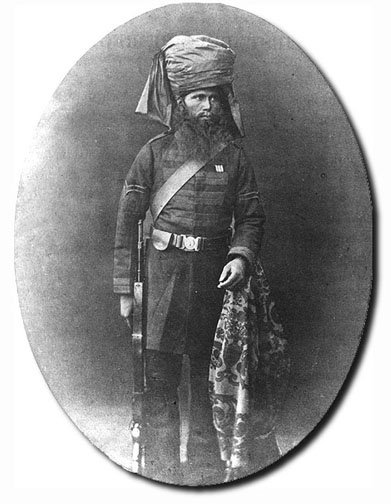
Il lancere Naik Wazir Khan del 27th Bombay Native Infantry, 1865

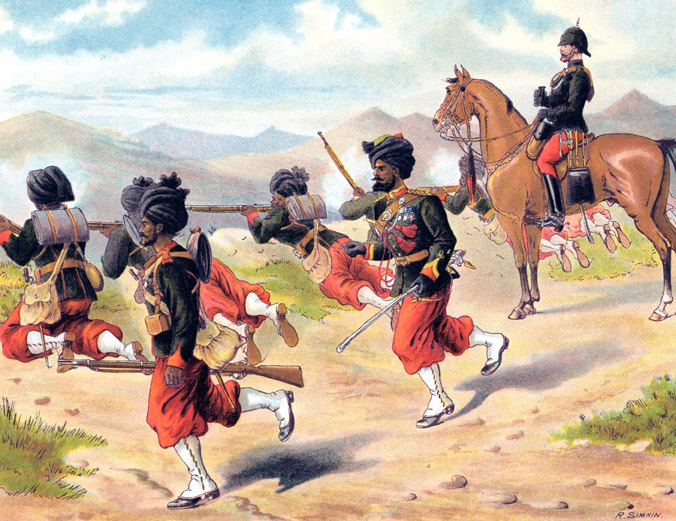
Un ufficiale britannico ed alcuni soldati del 29th Bombay Native Infantry sul campo, 1885

Bombay Artillery – Quartier generale a Kirkee
- 1st Battalion (costituito nel 1769)
  - 1st Company (costituita come Bengal Company of Artillery) nel 1748, ridesignato come 1st Bty, 18th Bde, RA 19 febbraio 1862
  - 2nd Company (costituita come 3rd Co) nel 1755, sciolto nel 1759, riformato nel 1765, ridesignato come 2nd Bty, 18th Bde, RA 19 febbraio 1862
  - 3rd Company (costituita come 5th Co) nel 1796, ridesignato come 3rd Bty, 18th Bde, RA 19 febbraio 1862
  - 4th Company (costituita come 7th Co) nel 1796, ridesignato come 4th Bty, 18th Bde, RA 19 febbraio 1862
  - 5th Company (costituita come 9th Co) nel 1819, sciolto il 1º maggio 1824
- 2nd Battalion (costituita nel 1820)
  - 1st Company (costituita come 2nd Co) nel 1755, ridesignato come 1st Bty, 21st Bde, RA 19 febbraio 1862
  - 2nd Company (costituita come 4th Co) nel 1768, ridesignato come 2d Bty, 21st Bde, RA 19 febbraio 1862
  - 3rd Company (costituita come 6th Co) nel 1797, ridesignato come 3rd Bty, 21st Bde, RA 19 febbraio 1862
  - 4th Company (costituita come 8th Co) nel 1819, parte del 5th e del 4th Indian Fld Btys dal 1849–1862 quando venne poi trasferito al 4th Bty, 21st Bde, RA 19 febbraio 1862
  - 5th Company (costituita come 10th Co) nel 1819, sciolta nel 1824
- 3rd (Reserve) Battalion, posto in riserva nel 1861 (costituito nel 1857)
  - 1st Company costituita nel 1857, ridesignata come 5th Bty, 18th Bde, RA 19 febbraio 1862
  - 2nd Company costituita nel 1857, ridesignata come 6th Bty, 18th Bde, RA 19 febbraio 1862
  - 3rd Company costituita nel 1857, ridesignata come 5th Bty 21st Bde, RA 19 febbraio 1862
  - 4th Company costituita nel 1857, ridesignata come 6th Bty 21st Bde, RA 19 febbraio 1862

Corps of Royal Engineers – Quartier generale di Poona
Corps of Sappers and Miners – Quartier generale di Poona:
- 1st Company – Mhow
- 2nd Company – Carwar
- 3rd Company – Carwar
- 4th Company – Aden
- 5th Company – Aden.

Native Cavalry
- 1st Light Cavalry (Lancers) – Deesa
- 2nd Light Cavalry – Neemuch
- 3rd Light Cavalry – Poona
- Poona Horse – Seroor
- 1st Regiment Scinde Horse – Jacobabad
- 2nd Regiment Scinde Horse – Jacobabad
- 3rd Regiment Scinde Horse – Jacobabad
- Southern Mahratta Horse – Kulladghee

Native Infantry
- 1st or Grenadier Native Infantry Regiment – Aden
- 2nd or Grenadier Native Infantry Regiment – Belgaum
- 3rd Native Infantry Regiment – Malligaum
- 4th Native Infantry Regiment (Rifle Corps) – Bombay
- 5th Light Infantry – Belgaum
- 6th Native Infantry – Mhow
- 7th Native Infantry – Poona
- 8th Native Infantry – Neemuch
- 9th Native Infantry – Dhoolia
- 10th Native Infantry – Poona
- 11th Native Infantry – Deesa
- 12th Native Infantry – Surat
- 13th Native Infantry – Ahmedabad
- 14th Native Infantry – Ahmedabad
- 15th Native Infantry – Mhow
- 16th Native Infantry – Rajkota
- 17th Native Infantry – Nusseerabad
- 18th Native Infantry – Bhooj
- 19th Native Infantry – Baroda
- 20th Native Infantry – Ahmedabad
- 21st Native Infantry or Marine Battalion – Bombay
- 22nd Native Infantry – China
- 23rd Native Infantry – Kurrachee
- 24th Native Infantry – Dharwar
- 25th Native Infantry – Bholapore
- 26th Native Infantry – Kolapore
- 27th Native Infantry or 1st Belooch Regiment – Hyderabad
- 28th Native Infantry – Mehdipore
- 29th Native Infantry or 2nd Belooch Regiment – China
- 30th Native Infantry or Jacob's Rifles – Jacobabad

## Comandanti in capo
Elenco dei comandanti in capo del Bombay Army:
- Brigadiere generale Lawrence Nilson (1785–1788)
- Maggiore generale William Medows (1788–1790)
- Maggiore generale Robert Abercromby (1790–1793)
  - Maggiore generale James Balfour de facto (1794–1797)
- Maggiore generale James Stuart (1797–1800)
  - Maggiore generale Robert Nicholson de facto (1800–1801)
  - Maggiore generale Richard Bowles de facto (1800)
- Maggiore generale Oliver Nicolls (1801–1808)
  - Maggiore generale John Belasis de facto
  - Maggiore generale Richard Jones de facto
- Tenente generale John Abercromby (1809–1813)
  - Maggiore generale W. Wilkinson de facto (1813–1815)
  - Maggiore generale Charles Boye de facto (1815–1816)
- Tenente generale Sir Miles Nightingall (1816–1819)
- Tenente generale Sir Charles Colville (1819–1826)
  - Maggiore generale Samuel Wilson de facto (1826)
- Tenente generale Sir Thomas Bradford (1826–1829)
- Tenente generale Sir Thomas Beckwith (1829–1832)
- Tenente generale Sir Colin Halkett (1832–1834)
- Tenente generale Sir John Keane (1834–1838)
  - Maggiore generale J. F. Fitzgerald (1838–1840)
- Tenente generale Sir Thomas McMahon (1840–1847)
- Tenente generale Sir Willoughby Cotton (1847–1850)
- Tenente generale Sir John Grey (1850–1852)
- Tenente generale Lord Frederick FitzClarence (1852–1854)
- Tenente generale Sir Henry Somerset (1855–1860)
- Tenente generale Sir Hugh Rose (1860)
- Tenente generale Sir William Mansfield (1860–1865)
- Tenente generale Sir Robert Napier (1865–1869)
- Tenente generale Sir Augustus Spencer (1869–1874)
- Tenente generale Sir Charles Staveley (1874–1878)
- Tenente generale Sir Henry Warre (1878–1881)
- Tenente generale Sir Arthur Hardinge (1881–1886)
- Tenente generale Sir Charles Arbuthnot (1886)
- Tenente generale Arthur, duca di Connaught e Strathearn (1886–1890)
- Tenente generale Sir George Greaves (1890–1893)
- Tenente generale Sir John Hudson (1893)
- Tenente generale Sir Charles Nairne (1893–1895)

Comandante in capo del Bombay Command
- Tenente generale Sir Charles Nairne (1895–1898)
- Tenente generale Sir Robert Low (1898–1903)
- Tenente generale Sir Archibald Hunter (1903–1907)